# Licaï Pourtois
Licaï Pourtois (31 mei 1997) is een Belgisch jiujitsuka.

## Levensloop
Pourtois werd in 2018 vice-Europees kampioen in de klasse -55kg in het Poolse Gliwice. Later dat jaar werd ze in deze klasse wereldkampioene in het Zweedse Malmö. In 2019 werd ze Europees kampioene in het Roemeense Boekarest en verlegde ze haar titel op het WK te Abu Dhabi.
In 2021 werd ze in Frankfurt, in de klasse -57kg, voor de tweede maal Europees kampioene en in 2022 behaalde ze goud in de klasse tot 57kg op de Wereldspelen in het Amerikaanse Birmingham.